# Gouvernorat de Gharbeya

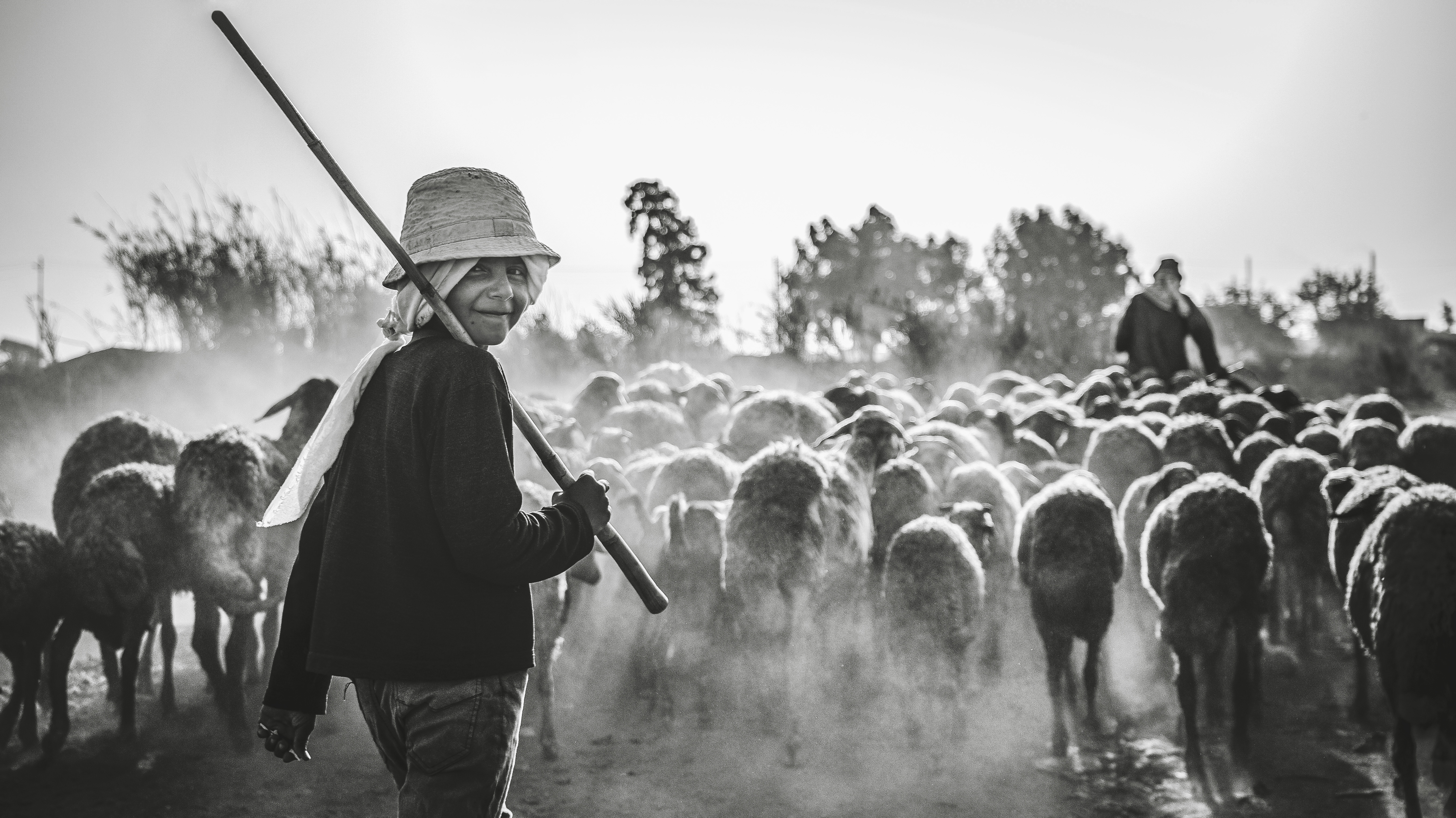
Jeune berger dans le gouvernorat de Gharbeya.

Le gouvernorat de Gharbeya est un gouvernorat de l'Égypte. Il se situe dans le nord du pays, sur le delta du Nil. Sa capitale est Tanta.